# Забрђе (Андријевица)
Забрђе је насеље у општини Андријевица у Црној Гори. Према попису из 2003. било је 302 становника (према попису из 1991. било је 318 становника).
У Забрђу је 2014. године подигнута спомен-плоча Милији и Павлу Бакићу, који су били једни од оснивача фудбалског клуба Галатасарај из Истанбула.

## Демографија
У насељу Забрђе живи 220 пунолетних становника, а просечна старост становништва износи 36,3 година (35,5 код мушкараца и 37,1 код жена). У насељу има 86 домаћинстава, а просечан број чланова по домаћинству је 3,51.
Становништво у овом насељу је мешовито, а у свим послератним пописима се бележи умерено смањење броја становника.
|  |

| Демографија | Демографија | Демографија |
| Година      | Становника  | Становника  |
| ----------- | ----------- | ----------- |
|             |             |             |
|             |             |             |
|             |             |             |
|             |             |             |
| 1948.       | 426         |             |
| 1953.       | 416         |             |
| 1961.       | 414         |             |
| 1971.       | 395         |             |
| 1981.       | 357         |             |
| 1991.       | 318         | 311         |
| 2003.       | 342         | 302         |
|             |             |             |

| Етнички састав према попису из 2003.‍ | Етнички састав према попису из 2003.‍ | Етнички састав према попису из 2003.‍ | Етнички састав према попису из 2003.‍ | Етнички састав према попису из 2003.‍ |
| ------------------------------------ | ------------------------------------ | ------------------------------------ | ------------------------------------ | ------------------------------------ |
|                                      |                                      |                                      |                                      |                                      |
| Срби                                 | Срби                                 |                                      | 164                                  | 54,30%                               |
| Црногорци                            | Црногорци                            |                                      | 135                                  | 44,70%                               |
| непознато                            | непознато                            |                                      | 1                                    | 0,33%                                |

| Година пописа     | 1948. | 1953. | 1961. | 1971. | 1981. | 1991. | 2003. |
| ----------------- | ----- | ----- | ----- | ----- | ----- | ----- | ----- |
| Број домаћинстава | 86    | 80    | 79    | 80    | 84    | 73    | 96    |

| Број чланова      | 1  | 2  | 3  | 4 | 5  | 6  | 7 | 8 | 9 | 10 и више | Просек |
| ----------------- | -- | -- | -- | - | -- | -- | - | - | - | --------- | ------ |
| Број домаћинстава | 86 | 14 | 18 | 6 | 24 | 12 | 7 | 4 | 1 | 0         | 0      |

| Пол    | Укупно | Неожењен/Неудата | Ожењен/Удата | Удовац/Удовица | Разведен/Разведена | Непознато |
| ------ | ------ | ---------------- | ------------ | -------------- | ------------------ | --------- |
| Мушки  | 107    | 31               | 69           | 6              | 0                  | 1         |
| Женски | 125    | 31               | 68           | 23             | 3                  | 0         |
| УКУПНО | 232    | 62               | 137          | 29             | 3                  | 1         |

| Пол    | Укупно                    | Пољопривреда, лов и шумарство | Рибарство                            | Вађење руде и камена | Прерађивачка индустрија       |
| ------ | ------------------------- | ----------------------------- | ------------------------------------ | -------------------- | ----------------------------- |
| Мушки  | 44                        | 10                            | 0                                    | 0                    | 4                             |
| Женски | 32                        | 3                             | 1                                    | 0                    | 8                             |
| УКУПНО | 76                        | 13                            | 1                                    | 0                    | 12                            |
| Пол    | Производња и снабдевање   | Грађевинарство                | Трговина                             | Хотели и ресторани   | Саобраћај, складиштење и везе |
| Мушки  | 2                         | 3                             | 1                                    | 2                    | 4                             |
| Женски | 0                         | 0                             | 3                                    | 2                    | 1                             |
| УКУПНО | 2                         | 3                             | 4                                    | 4                    | 5                             |
| Пол    | Финансијско посредовање   | Некретнине                    | Државна управа и одбрана             | Образовање           | Здравствени и социјални рад   |
| Мушки  | 0                         | 0                             | 10                                   | 1                    | 0                             |
| Женски | 0                         | 1                             | 1                                    | 1                    | 5                             |
| УКУПНО | 0                         | 1                             | 11                                   | 2                    | 5                             |
| Пол    | Остале услужне активности | Приватна домаћинства          | Екстериторијалне организације и тела | Непознато            | Непознато                     |
| Мушки  | 1                         | 0                             | 0                                    | 6                    | 6                             |
| Женски | 0                         | 0                             | 0                                    | 6                    | 6                             |
| УКУПНО | 1                         | 0                             | 0                                    | 12                   | 12                            |

## Познате личности
- Милија Бакић, фудбалер и официр османске и црногорске војске
- Павле Бакић, фудбалер и финансијски стручњак